# Melesse

Melesse este o comună în departamentul Ille-et-Vilaine, Franța. În 1 ianuarie 2022 avea o populație de 7.400 de locuitori.